# Selecció de futbol de Rússia
La Selecció de futbol de Rússia és l'equip representatiu del país en les competicions oficials. La seva organització està a càrrec de la Unió de Futbol de Rússia, pertanyent a la UEFA.
El primer partit disputat per Rússia es va disputar durant els Jocs Olímpics d'Estocolm 1912. No obstant això, aquest equip només va jugar un total de 9 partits (entre 1912 i 1914), tornant als camps de joc en 1923, però com l'equip de la Unió Soviètica. Rússia, com a part de la Unió Soviètica, va participar en un total de 7 Copes del Món, arribant a la semifinal en 1966) i en 7 Eurocopes, on va obtenir el títol en 1960. La Unió Soviètica, a més, va obtenir un títol en la Copa del Món de Futbol Juvenil i dues medalles d'or als Jocs Olímpics.
Després de la desintegració de la Unió Soviètica, en 1991, la selecció soviètica va desaparèixer, renaixent l'antic equip de Rússia en 1992. El seleccionat rus és considerat internacionalment com la successora de l'antic combinat soviètic, però, els triomfs obtinguts en temps passats han aclaparat a la nova selecció que ha intentat infructuosament arribar a l'èxit de la seva predecessora, la qual a més comptava amb el talent de jugadors d'altres països, com Ucraïna.
En la seva nova etapa com a equip independent, Rússia ha participat en tres fases finals del torneig mundial i quatre de l'europeu, encara que no han pogut superar en cap ocasió la primera ronda del mundial.

## Estadístiques
- Participacions en Copes del Món = 3
- Primera Copa del Món = 1994
- Millor resultat en la Copa del Món = Primera fase (1994 i 2002)
- Participacions en Eurocopes = 4
- Primera Eurocopa = 1996
- Millor resultat en l'Eurocopa = Semifinal (2008)
- Participacions olímpiques = 1
- Primers Jocs Olímpics = 1912
- Millor resultat olímpic = Sense medalles

- Primer partit (abans de la Unió Soviètica)

| Rússia | 1–2 | Finlàndia |
| ------ | --- | --------- |
|        |     |           |

 Estocolm, Suècia
- Primer partit (després de la Unió Soviètica)

| Rússia | 2–0 | Mèxic |
| ------ | --- | ----- |
|        |     |       |

 Moscou, Rússia
- Major victòria

| Rússia | 6–1 | Camerun |
| ------ | --- | ------- |
|        |     |         |

 Palo Alto, Estats Units
- Major derrota

| Rússia | 0–16 | Alemanya |
| ------ | ---- | -------- |
|        |      |          |

 Estocolm, Suècia

## Participacions en la Copa del Món
- Des de 1930 a 1990 - Vegeu Selecció de futbol de l'URSS
- 1994 - Primera fase - 18é lloc
- 1998 - No es classificà
- 2002 - Primera fase - 22é lloc
- 2006 - No es classificà
- 2014 - Primera fase
- 2018 - Quarts de final 8é lloc
- 2022 - Desqualificat en resposta per la Invasió a Ucraïna

### Copa del Món de Futbol de 2018

#### Fase de grups
| Pos | Equip          | PJ | PG | PE | PP | GF | GC | DG | Pts | Classificació        |
| --- | -------------- | -- | -- | -- | -- | -- | -- | -- | --- | -------------------- |
| 1   | Uruguai        | 3  | 3  | 0  | 0  | 5  | 0  | +5 | 9   | Avança a segona fase |
| 2   | Rússia (H)     | 3  | 2  | 0  | 1  | 8  | 4  | +4 | 6   | Avança a segona fase |
| 3   | Aràbia Saudita | 3  | 1  | 0  | 2  | 2  | 7  | −5 | 3   |                      |
| 4   | Egipte         | 3  | 0  | 0  | 3  | 2  | 6  | −4 | 0   |                      |

| Rússia                                                          | 5–0     | Aràbia Saudita |
| --------------------------------------------------------------- | ------- | -------------- |
| Gazinski 12' · Txérixev 43', 90+1' · Dziuba 71' · Golovín 90+4' | Informe |                |

| Rússia                                       | 3–1     | Egipte         |
| -------------------------------------------- | ------- | -------------- |
| Fathy 47' (p.p.) · Txérixev 59' · Dziuba 62' | Informe | Salah 73' (p.) |

| Uruguai                                       | 3–0     | Rússia        |
| --------------------------------------------- | ------- | ------------- |
| Suárez 10' · Txérixev 23' (p.p.) · Cavani 90' | Informe | Smólnikov 36' |

#### Vuitens de final
| Espanya                                | 1–1 (pr.) | Rússia                                   |
| -------------------------------------- | --------- | ---------------------------------------- |
| Ignaxévitx 12' (p.p.)                  | Informe   | Dziuba 41' (p.)                          |
| Tanda de penals                        |           |                                          |
| Iniesta · Piqué · Koke · Ramos · Aspas | 3–4       | Smólov · Ignaxévitx · Golovín · Txérixev |

## Participacions en l'Eurocopa
- Des de 1960 a 1992 - Vegeu Selecció de futbol de l'URSS
- 1996 - Primera fase
- 2000 No es classificà
- 2004 - Primera fase - 11é lloc
- 2008 - Semifinals
- 2012 - Primera fase
- 2016 - Primera fase

## Equip
Els 23 següents jugadors han sigut convocats per l'Eurocopa 2016.
| Dorsal | Posició | Jugador            | Data de naixement/edat | Partits | Gols | Club                   |
| ------ | ------- | ------------------ | ---------------------- | ------- | ---- | ---------------------- |
| 1      | POR     | Igor Akinfeev      | 8 d'abril de 1986      | 86      | 0    | CSKA Moscow            |
| 2      | DEF     | Roman Xixkin       | 27 de gener de 1987    | 10      | 0    | Lokomotiv Moscow       |
| 3      | DEF     | Ígor Smólnikov     | 8 d'agost de 1988      | 12      | 0    | Zenit Saint Petersburg |
| 4      | DEF     | Serguei Ignaxévitx | 14 de juliol de 1979   | 115     | 8    | CSKA Moscow            |
| 5      | DEF     | Roman Neustädter   | 18 de febrer de 1988   | 0       | 0    | Schalke 04             |
| 6      | DEF     | Aleksei Berezutski | 20 de juny de 1982     | 57      | 0    | CSKA Moscow            |
| 7      | MIG     | Artur Iussúpov     | 1 de setembre de 1989  | 2       | 0    | Zenit Saint Petersburg |
| 8      | MIG     | Denís Gluixakov    | 27 de gener de 1987    | 42      | 4    | Spartak Moscow         |
| 9      | DAV     | Aleksandr Kokorin  | 19 de març de 1991     | 37      | 11   | Zenit Saint Petersburg |
| 10     | DAV     | Fiódor Smólov      | 5 de febrer de 1990    | 12      | 5    | Krasnodar              |
| 11     | MIG     | Pàvel Mamàiev      | 17 de setembre de 1988 | 10      | 0    | Krasnodar              |
| 12     | POR     | Iuri Lodiguin      | 26 de maig de 1990     | 10      | 0    | Zenit Saint Petersburg |
| 13     | MIG     | Aleksandr Golovín  | 30 de maig de 1996     | 3       | 2    | CSKA Moscow            |
| 14     | DEF     | Vassili Berezutski | 20 de juny de 1982     | 93      | 4    | CSKA Moscow            |
| 15     | MIG     | Roman Xirókov      | 6 de juliol de 1981    | 53      | 13   | CSKA Moscow (capità)   |
| 16     | POR     | Guilherme Marinato | 12 de desembre de 1985 | 1       | 0    | Lokomotiv Moscow       |
| 17     | MIG     | Oleg Xàtov         | 29 de juny de 1990     | 21      | 2    | Zenit Saint Petersburg |
| 18     | MIG     | Oleg Ivanov        | 4 d'agost de 1986      | 3       | 0    | Terek Grozny           |
| 19     | MIG     | Aleksandr Samédov  | 19 de juliol de 1984   | 28      | 3    | Lokomotiv Moscow       |
| 20     | MIG     | Dmitri Torbinski   | 28 d'abril de 1984     | 28      | 2    | Krasnodar              |
| 21     | DEF     | Gueorgui Sxénnikov | 27 d'abril de 1991     | 7       | 0    | CSKA Moscow            |
| 22     | DAV     | Artiom Dziuba      | 22 d'agost de 1988     | 16      | 8    | Zenit Saint Petersburg |
| 23     | DEF     | Dmitri Kombàrov    | 22 de gener de 1987    | 38      | 2    | Spartak Moscow         |

Els següents 23 jugadors han estat convocats per la Copa del Món 2014
| Dorsal | Posició | Jugador                | Data de naixement/edat | Partits | Gols | Club                   |
| ------ | ------- | ---------------------- | ---------------------- | ------- | ---- | ---------------------- |
| 1      | GK      | Ígor Akinféiev         | 8 d'abril de 1986      | 68      | 0    | CSKA Moscow            |
| 12     | GK      | Iuri Lodiguin          | 26 de maig de 1990     | 3       | 0    | Zenit Saint Petersburg |
| 16     | GK      | Serguei Ríjikov        | 19 de setembre de 1980 | 1       | 0    | Rubin Kazan            |
| 4      | DF      | Serguei Ignaixévitx    | 14 de juliol de 1979   | 96      | 5    | CSKA Moscow            |
| 14     | DF      | Vassili Berezutski     | 20 de juny de 1982     | 78      | 4    | CSKA Moscow            |
| 23     | DF      | Dmitri Kombàrov        | 22 de gener de 1987    | 22      | 1    | Spartak Moscow         |
| 22     | DF      | Andrei Iésxenko        | 9 de febrer de 1984    | 12      | 0    | Anzhi Makhachkala      |
| 2      | DF      | Aleksei Kozlov         | 16 de novembre de 1986 | 11      | 0    | Dynamo Moscow          |
| 13     | DF      | Vladímir Granat        | 22 de maig de 1987     | 5       | 0    | Dynamo Moscow          |
| 3      | DF      | Gueorgui Sxénnikov     | 27 d'abril de 1991     | 4       | 0    | CSKA Moscow            |
| 5      | DF      | Andrei Semiónov        | 24 de març de 1989     | 1       | 0    | Terek Grozny           |
| 18     | MF      | Iuri Jirkov            | 20 d'agost de 1983     | 60      | 1    | Dynamo Moscow          |
| 7      | MF      | Ígor Deníssov (capità) | 17 de maig de 1984     | 43      | 0    | Dynamo Moscow          |
| 10     | MF      | Alan Dzagóiev          | 17 de juny de 1990     | 32      | 8    | CSKA Moscow            |
| 8      | MF      | Denís Gluixakov        | 27 de gener de 1987    | 26      | 3    | Spartak Moscow         |
| 20     | MF      | Víktor Faizulin        | 22 d'abril de 1986     | 19      | 4    | Zenit Saint Petersburg |
| 19     | MF      | Aleksandr Samédov      | 19 de juliol de 1984   | 17      | 3    | Lokomotiv Moscow       |
| 17     | MF      | Oleg Xàtov             | 29 de juliol de 1990   | 7       | 2    | Zenit Saint Petersburg |
| 21     | MF      | Aleksei Iónov          | 18 de febrer de 1989   | 5       | 0    | Dynamo Moscow          |
| 15     | MF      | Pàvel Mogilévets       | 25 de gener de 1993    | 1       | 0    | Rubin Kazan            |
| 11     | FW      | Aleksandr Kerjakov     | 27 de novembre de 1982 | 80      | 25   | Zenit Saint Petersburg |
| 9      | FW      | Aleksandr Kokorin      | 19 de març de 1991     | 21      | 5    | Dynamo Moscow          |
| 6      | FW      | Maksim Kanúnnikov      | 14 de juliol de 1991   | 2       | 0    | Amkar Perm             |

## Jugadors històrics
- Dmitri Alénitxev
- Vladímir Bestxàstnikh
- Andrei Kantxelskis
- Valeri Karpin
- Aleksandr Mostovoi
- Víktor Onopko
- Oleg Salenko
- Dmitri Sitxov
- Iegor Titov